# Селе-Марз
Селе-Марз (перс. سله مرز) — село в Ірані, у дегестані Чубар, у бахші Ахмадсарґураб, шагрестані Шафт остану Ґілян. За даними перепису 2006 року, його населення становило 770 осіб, що проживали у складі 168 сімей.

## Клімат
Середня річна температура становить 14,16 °C, середня максимальна — 28,38 °C, а середня мінімальна — -0,27 °C. Середня річна кількість опадів – 719 мм.
| Клімат поселення                              | Клімат поселення | Клімат поселення | Клімат поселення | Клімат поселення | Клімат поселення | Клімат поселення | Клімат поселення | Клімат поселення | Клімат поселення | Клімат поселення | Клімат поселення | Клімат поселення | Клімат поселення |
| Показник                                      | Січ.             | Лют.             | Бер.             | Квіт.            | Трав.            | Черв.            | Лип.             | Серп.            | Вер.             | Жовт.            | Лист.            | Груд.            |                  |
| Середній максимум, °C                         | 12,37            | 11,62            | 12,57            | 17,36            | 21,19            | 27,00            | 28,38            | 28,29            | 23,64            | 20,64            | 16,51            | 12,42            |                  |
| Середня температура, °C                       | 6,42             | 5,67             | 6,61             | 11,40            | 15,22            | 21,05            | 24,00            | 23,90            | 19,26            | 16,24            | 12,11            | 8,02             |                  |
| Середній мінімум, °C                          | 0,47             | −0,27            | 0,64             | 5,45             | 9,26             | 15,09            | 19,61            | 19,50            | 14,85            | 11,86            | 7,72             | 3,64             |                  |
| Норма опадів, мм                              | 69               | 59               | 72               | 61               | 39               | 22               | 16               | 29               | 63               | 95               | 85               | 109              |                  |
| Середньомісячна швидкість вітру, м/с          | 2.19             | 2.32             | 2.40             | 2.40             | 2.20             | 2.25             | 2.52             | 2.22             | 1.91             | 2.07             | 1.92             | 2.02             |                  |
| Середньомісячна сонячна радіація, кДж/м²·день | 7074             | 9278             | 11415            | 15886            | 19748            | 22233            | 22913            | 19533            | 15982            | 11212            | 8803             | 6846             |                  |
| --------------------------------------------- | ---------------- | ---------------- | ---------------- | ---------------- | ---------------- | ---------------- | ---------------- | ---------------- | ---------------- | ---------------- | ---------------- | ---------------- | ---------------- |
| Джерело:                                      |                  |                  |                  |                  |                  |                  |                  |                  |                  |                  |                  |                  |                  |